# Coppa Italia 2022-2023
La Coppa Italia 2022-2023, denominata Coppa Italia Frecciarossa per ragioni di sponsorizzazione, è stata la 76ª edizione della manifestazione calcistica. È iniziata il 30 luglio 2022 e si è conclusa il 24 maggio 2023.
Il torneo ha visto vincere l'Inter per il secondo anno consecutivo. Con questo successo, i nerazzurri conquistano la sesta Coppa Italia in tre bienni differenti, raggiungendo la quota di 9 titoli.

## Formula
La formula usata è la stessa attuata a partire dall'edizione precedente, con 44 squadre partecipanti: 20 club di Serie A, 20 club di Serie B e 4 club di Serie C. A seconda del campionato in cui militano nella stagione attuale, tali squadre esordiscono nel torneo partendo da turni diversi.
L'intera competizione si svolge a eliminazione diretta, con partite secche in ogni turno ad eccezione delle semifinali: queste ultime si articolano su andata e ritorno, con, a partire da questa edizione, l'abolizione dei gol in trasferta, come già avvenuto nella precedente stagione sportiva per le coppe europee. In caso di parità allo scadere dei tempi regolamentari, la vincitrice viene individuata dai tempi supplementari e dagli eventuali tiri di rigore.
L'IFAB delibera che le cinque sostituzioni, da effettuare utilizzando un massimo di tre interruzioni di gioco, durante la disputa degli incontri, come accaduto in via temporanea nelle ultime stagioni, sono confermate in via definitiva; nel caso di tempi supplementari si ha a disposizione una quarta interruzione di gioco, con la possibilità di effettuare una sesta sostituzione. È stato inoltre adottato l'allargamento della panchina da 12 giocatori, come avvenuto fino all'edizione precedente, fino a un massimo di 15.
A partire dai quarti di finale, l'edizione vede l'introduzione del fuorigioco semi-automatico, utilizzato per la prima volta nella Supercoppa UEFA 2022, successivamente a partire dalla fase a gironi della UEFA Champions League 2022-2023, nel campionato mondiale di calcio 2022 in Qatar, nella Supercoppa italiana 2022, e a partire dal girone di ritorno della Serie A 2022-2023.
Le squadre che hanno terminato il campionato di Serie A nelle prime otto posizioni ("teste di serie") sono ammesse direttamente agli ottavi di finale. Durante i turni eliminatori, ad usufruire del fattore campo è la squadra col numero di tabellone più basso; anche nella fase finale è applicata tale regola, in particolare nelle semifinali serve a definire la squadra che giocherà in casa la partita di ritorno. I numeri di tabellone sono assegnati mediante criterio meritocratico: il numero 1 spetta alla detentrice del trofeo, mentre i numeri successivi (dal 2 al 44) sono assegnati seguendo le classifiche dei campionati di Serie A, B e C della stagione precedente.
La finale è in programma allo Stadio Olimpico di Roma.

### Struttura del torneo
|                               | Squadre che entrano in questo turno | Squadre qualificate dal turno precedente |
| ----------------------------- | --- | ---------------------------------------- |
| Turno preliminare (8 squadre) | - 4 squadre di Serie B (le 3 squadre vincitrici dei tre gironi del campionato di Serie C precedente, cui sono attribuiti i numeri di tabellone dal 37 al 39, e la squadra vincitrice dei play-off del campionato di Serie C precedente, cui è attribuito il numero 40) - 4 squadre di Serie C (le tre squadre seconde classificate nei gironi del campionato di Serie C precedente, cui sono attribuiti i numeri di tabellone dal 41 al 43, e la squadra meglio classificata fra quelle che hanno disputato il secondo turno della fase play-off nazionale del campionato di Serie C precedente, cui è attribuito il numero 44)  |                                          |
| Trentaduesimi (32 squadre)    | - 12 squadre di Serie A (le squadre posizionate dal 9º al 17º posto nel campionato di Serie A precedente e le tre squadre promosse in Serie A nella stagione precedente, cui sono attribuiti i numeri di tabellone dal 9 al 20) - 4 squadre di Serie B (le 3 squadre retrocesse dal campionato di Serie A precedente e la squadra perdente della finale play-off del campionato di Serie B precedente, cui sono attribuiti i numeri di tabellone dal 21 al 24) - 12 squadre di Serie B (le squadre posizionate dal 3º al 17º posto nel campionato di Serie B precedente, cui sono attribuiti i numeri di tabellone dal 25 al 36) | - 4 vincenti del turno preliminare       |
| Sedicesimi (16 squadre)       | | - 16 vincenti dei trentaduesimi          |
| Fase finale (16 squadre)      | - 8 squadre di Serie A ("teste di serie" del torneo, cui sono attribuiti i numeri di tabellone dall'1 all'8) | - 8 vincenti dei sedicesimi              |

## Calendario
Il calendario è stato ufficializzato dalla Lega Serie A il 1º luglio 2022.
| Fase              | Turno             | Andata                         | Ritorno                        |
| ----------------- | ----------------- | ------------------------------ | ------------------------------ |
| Turni eliminatori | Turno preliminare | 30-31 luglio 2022              | 30-31 luglio 2022              |
| Turni eliminatori | Trentaduesimi     | 5-6-7-8 agosto 2022            | 5-6-7-8 agosto 2022            |
| Turni eliminatori | Sedicesimi        | 18-19-20 ottobre 2022          | 18-19-20 ottobre 2022          |
| Fase finale       | Ottavi di finale  | 10-11-12-17-19 gennaio 2023    | 10-11-12-17-19 gennaio 2023    |
| Fase finale       | Quarti di finale  | 31 gennaio, 1º-2 febbraio 2023 | 31 gennaio, 1º-2 febbraio 2023 |
| Fase finale       | Semifinali        | 4-5 aprile 2023                | 26-27 aprile 2023              |
| Fase finale       | Finale            | 24 maggio 2023                 | 24 maggio 2023                 |

## Squadre
| Squadre    | Rank    |
| Serie A    | Serie A |
| ---------- | ------- |
| Inter      | 1       |
| Milan      | 2       |
| Napoli     | 3       |
| Juventus   | 4       |
| Lazio      | 5       |
| Roma       | 6       |
| Fiorentina | 7       |
| Atalanta   | 8       |

| Squadre     | Rank    |
| Serie A     | Serie A |
| ----------- | ------- |
| Verona      | 9       |
| Torino      | 10      |
| Sassuolo    | 11      |
| Udinese     | 12      |
| Bologna     | 13      |
| Empoli      | 14      |
| Sampdoria   | 15      |
| Spezia      | 16      |
| Salernitana | 17      |
| Lecce       | 18      |
| Cremonese   | 19      |
| Monza       | 20      |
| Serie B     |         |
| Cagliari    | 21      |
| Genoa       | 22      |
| Venezia     | 23      |
| Pisa        | 24      |

| Squadre    | Rank    |
| Serie B    | Serie B |
| ---------- | ------- |
| Brescia    | 25      |
| Ascoli     | 26      |
| Benevento  | 27      |
| Perugia    | 28      |
| Frosinone  | 29      |
| Ternana    | 30      |
| Cittadella | 31      |
| Parma      | 32      |
| Como       | 33      |
| Reggina    | 34      |
| SPAL       | 35      |
| Cosenza    | 36      |

| Squadre     | Rank    |
| Serie B     | Serie B |
| ----------- | ------- |
| Südtirol    | 37      |
| Modena      | 38      |
| Bari        | 39      |
| Palermo     | 40      |
| Serie C     |         |
| Reggiana    | 41      |
| Padova      | 42      |
| Catanzaro   | 43      |
| Feralpisalò | 44      |

## Partite

### Turni eliminatori

#### Turno preliminare
| Squadra 1 | Risultato | Squadra 2   |
| --------- | --------- | ----------- |
| Bari      | 3 - 0     | Padova      |
| Südtirol  | 1 - 3     | Feralpisalò |
| Modena    | 3 - 1     | Catanzaro   |
| Palermo   | 3 - 2     | Reggiana    |

#### Trentaduesimi
| Squadra 1   | Risultato   | Squadra 2   |
| ----------- | ----------- | ----------- |
| Verona      | 1 - 4       | Bari        |
| Salernitana | 0 - 2       | Parma       |
| Spezia      | 5 - 1       | Como        |
| Pisa        | 1 - 4       | Brescia     |
| Bologna     | 1 - 0       | Cosenza     |
| Cagliari    | 3 - 2       | Perugia     |
| Monza       | 3 - 2       | Frosinone   |
| Udinese     | 2 - 1       | Feralpisalò |
| Modena      | 3 - 2       | Sassuolo    |
| Cremonese   | 3 - 2       | Ternana     |
| Empoli      | 1 - 2 (dts) | SPAL        |
| Genoa       | 3 - 2       | Benevento   |
| Sampdoria   | 1 - 0       | Reggina     |
| Venezia     | 2 - 3       | Ascoli      |
| Lecce       | 2 - 3 (dts) | Cittadella  |
| Torino      | 3 - 0       | Palermo     |

#### Sedicesimi
| Squadra 1 | Risultato       | Squadra 2  |
| --------- | --------------- | ---------- |
| Parma     | 1 - 0           | Bari       |
| Spezia    | 3 - 1           | Brescia    |
| Bologna   | 1 - 0           | Cagliari   |
| Udinese   | 2 - 3           | Monza      |
| Cremonese | 4 - 2 (dts)     | Modena     |
| Genoa     | 1 - 0           | SPAL       |
| Sampdoria | 2 - 2 (9-8 dtr) | Ascoli     |
| Torino    | 4 - 0           | Cittadella |

### Fase finale

#### Ottavi di finale
| Squadra 1  | Risultato       | Squadra 2 |
| ---------- | --------------- | --------- |
| Inter      | 2 - 1 (dts)     | Parma     |
| Atalanta   | 5 - 2           | Spezia    |
| Lazio      | 1 - 0           | Bologna   |
| Juventus   | 2 - 1           | Monza     |
| Napoli     | 2 - 2 (4-5 dtr) | Cremonese |
| Roma       | 1 - 0           | Genoa     |
| Fiorentina | 1 - 0           | Sampdoria |
| Milan      | 0 - 1 (dts)     | Torino    |

#### Quarti di finale
| Squadra 1  | Risultato | Squadra 2 |
| ---------- | --------- | --------- |
| Inter      | 1 - 0     | Atalanta  |
| Juventus   | 1 - 0     | Lazio     |
| Roma       | 1 - 2     | Cremonese |
| Fiorentina | 2 - 1     | Torino    |

#### Semifinali
| Squadra 1 | Totale | Squadra 2  | Andata | Ritorno |
| --------- | ------ | ---------- | ------ | ------- |
| Juventus  | 1 - 2  | Inter      | 1 - 1  | 0 - 1   |
| Cremonese | 0 - 2  | Fiorentina | 0 - 2  | 0 - 0   |

#### Finale
| Arbitro: | Irrati (Pistoia) |

|             |           |                   |
| González 3’ | Marcatori | 29’, 37’ Martínez |

| Fiorentina | Inter |

|                   |    |                       |     |     |
|                   |    |                       |     |     |
| P                 | 1  | Pietro Terracciano    |     |     |
| D                 | 2  | Dodô                  |     | 82’ |
| D                 | 28 | Lucas Martínez Quarta | 54’ | 70’ |
| D                 | 4  | Nikola Milenković     |     |     |
| D                 | 3  | Cristiano Biraghi     |     |     |
| C                 | 34 | Sofyan Amrabat        |     | 70’ |
| C                 | 5  | Giacomo Bonaventura   |     |     |
| C                 | 11 | Jonathan Ikoné        |     | 60’ |
| C                 | 10 | Gaetano Castrovilli   |     | 60’ |
| C                 | 22 | Nicolás González      | 90’ |     |
| A                 | 9  | Arthur Cabral         |     |     |
| A disposizione:   |    |                       |     |     |
| P                 | 31 | Michele Cerofolini    |     |     |
| P                 | 51 | Tommaso Vannucchi     |     |     |
| D                 | 15 | Aleksa Terzić         |     | 82’ |
| D                 | 16 | Luca Ranieri          |     | 70’ |
| D                 | 23 | Lorenzo Venuti        |     |     |
| D                 | 98 | Igor                  |     |     |
| C                 | 8  | Riccardo Saponara     |     |     |
| C                 | 32 | Alfred Duncan         |     |     |
| C                 | 38 | Rolando Mandragora    |     | 60’ |
| C                 | 42 | Alessandro Bianco     |     |     |
| C                 | 72 | Antonín Barák         |     |     |
| A                 | 7  | Luka Jović            |     | 70’ |
| A                 | 33 | Riccardo Sottil       |     | 60’ |
| A                 | 77 | Josip Brekalo         |     |     |
| A                 | 99 | Christian Kouamé      |     |     |
| Allenatore:       |    |                       |     |     |
| Vincenzo Italiano |    |                       |     |     |

|                 |    |                      |     |     |
|                 |    |                      |     |     |
| P               | 1  | Samir Handanovič     |     |     |
| D               | 36 | Matteo Darmian       |     |     |
| D               | 15 | Francesco Acerbi     |     |     |
| D               | 95 | Alessandro Bastoni   | 53’ | 58’ |
| C               | 77 | Marcelo Brozović     |     |     |
| C               | 23 | Nicolò Barella       |     |     |
| C               | 20 | Hakan Çalhanoğlu     |     | 83’ |
| C               | 2  | Denzel Dumfries      |     |     |
| C               | 32 | Federico Dimarco     |     | 68’ |
| A               | 10 | Lautaro Martínez     |     | 83’ |
| A               | 9  | Edin Džeko           |     | 58’ |
| A disposizione: |    |                      |     |     |
| P               | 21 | Alex Cordaz          |     |     |
| P               | 24 | André Onana          |     |     |
| D               | 6  | Stefan de Vrij       |     | 58’ |
| D               | 12 | Raoul Bellanova      |     |     |
| D               | 33 | Danilo D'Ambrosio    |     |     |
| D               | 37 | Milan Škriniar       |     |     |
| D               | 50 | Aleksander Stanković |     |     |
| C               | 5  | Roberto Gagliardini  |     | 83’ |
| C               | 8  | Robin Gosens         |     | 68’ |
| C               | 14 | Kristjan Asllani     |     |     |
| C               | 22 | Henrix Mxit'aryan    |     |     |
| C               | 43 | Ebenezer Akinsanmiro |     |     |
| A               | 11 | Joaquín Correa       |     | 83’ |
| A               | 90 | Romelu Lukaku        |     | 58’ |
| Allenatore:     |    |                      |     |     |
| Simone Inzaghi  |    |                      |     |     |

| Assistenti arbitrali: Ciro Carbone (Napoli) Alessandro Lo Cicero (Brescia) Quarto ufficiale: Michael Fabbri (Ravenna) VAR: Paolo Silvio Mazzoleni (Bergamo) Assistente al VAR: Valerio Marini (Roma 1) Assistente di riserva: Sergio Ranghetti (Chiari) | Regole dell'incontro: - due tempi regolamentari da 45 minuti ciascuno; - due tempi supplementari da 15 minuti ciascuno in caso di parità; - tiri di rigore in caso di ulteriore parità; inizialmente cinque per squadra, e a oltranza fino a spareggio in caso di ulteriore parità; - numero massimo di 26 giocatori per squadra a referto (11 in campo e 15 come potenziali sostituti); - cinque sostituzioni permesse nei tempi regolamentari; una sesta permessa nei tempi supplementari. |

## Tabellone (fase finale)
|  | Ottavi di finale | Ottavi di finale |   |            | Quarti di finale | Quarti di finale |  |           | Semifinali | Semifinali | Semifinali | Semifinali |  |            | Finale | Finale |
|  |                  |                  |   |            |                  |                  |  |           |            |            |            |            |  |            |        |        |
|  | Roma             | 1                |   |            |                  |                  |  |           |            |            |            |            |  |            |        |        |
|  | Genoa            | 0                |   |            |                  |                  |  |           |            |            |            |            |  |            |        |        |
|  | Genoa            | 0                |   | Roma       | 1                |                  |  |           |            |            |            |            |  |            |        |        |
|  |                  |                  |   | Roma       | 1                |                  |  |           |            |            |            |            |  |            |        |        |
|  |                  | Cremonese        | 2 |            |                  |                  |  |           |            |            |            |            |  |            |        |        |
|  | Napoli           | Cremonese        | 2 | 2 (4)      |                  |                  |  |           |            |            |            |            |  |            |        |        |
|  | Napoli           |                  |   | 2 (4)      |                  |                  |  |           |            |            |            |            |  |            |        |        |
|  | Cremonese (dtr)  | 2 (5)            |   |            |                  |                  |  |           |            |            |            |            |  |            |        |        |
|  | Cremonese (dtr)  | 2 (5)            |   |            |                  |                  |  | Cremonese | 0          | 0          | 0          |            |  |            |        |        |
|  |                  |                  |   |            |                  |                  |  | Cremonese | 0          | 0          | 0          |            |  |            |        |        |
|  |                  | Fiorentina       | 2 | 0          | 2                |                  |  |           |            |            |            |            |  |            |        |        |
|  | Fiorentina       | Fiorentina       | 2 | 0          | 2                | 1                |  |           |            |            |            |            |  |            |        |        |
|  | Fiorentina       |                  |   |            |                  | 1                |  |           |            |            |            |            |  |            |        |        |
|  | Sampdoria        | 0                |   |            |                  |                  |  |           |            |            |            |            |  |            |        |        |
|  | Sampdoria        | 0                |   | Fiorentina | 2                |                  |  |           |            |            |            |            |  |            |        |        |
|  |                  |                  |   | Fiorentina | 2                |                  |  |           |            |            |            |            |  |            |        |        |
|  |                  | Torino           | 1 |            |                  |                  |  |           |            |            |            |            |  |            |        |        |
|  | Milan            | Torino           | 1 | 0          |                  |                  |  |           |            |            |            |            |  |            |        |        |
|  | Milan            |                  |   | 0          |                  |                  |  |           |            |            |            |            |  |            |        |        |
|  | Torino (dts)     | 1                |   |            |                  |                  |  |           |            |            |            |            |  |            |        |        |
|  | Torino (dts)     | 1                |   |            |                  |                  |  |           |            |            |            |            |  | Fiorentina | 1      |        |
|  |                  |                  |   |            |                  |                  |  |           |            |            |            |            |  | Fiorentina | 1      |        |
|  |                  | Inter            | 2 |            |                  |                  |  |           |            |            |            |            |  |            |        |        |
|  | Juventus         | Inter            | 2 | 2          |                  |                  |  |           |            |            |            |            |  |            |        |        |
|  | Juventus         |                  |   | 2          |                  |                  |  |           |            |            |            |            |  |            |        |        |
|  | Monza            | 1                |   |            |                  |                  |  |           |            |            |            |            |  |            |        |        |
|  | Monza            | 1                |   | Juventus   | 1                |                  |  |           |            |            |            |            |  |            |        |        |
|  |                  |                  |   | Juventus   | 1                |                  |  |           |            |            |            |            |  |            |        |        |
|  |                  | Lazio            | 0 |            |                  |                  |  |           |            |            |            |            |  |            |        |        |
|  | Lazio            | Lazio            | 0 | 1          |                  |                  |  |           |            |            |            |            |  |            |        |        |
|  | Lazio            |                  |   | 1          |                  |                  |  |           |            |            |            |            |  |            |        |        |
|  | Bologna          | 0                |   |            |                  |                  |  |           |            |            |            |            |  |            |        |        |
|  | Bologna          | 0                |   |            |                  |                  |  | Juventus  | 1          | 0          | 1          |            |  |            |        |        |
|  |                  |                  |   |            |                  |                  |  | Juventus  | 1          | 0          | 1          |            |  |            |        |        |
|  |                  | Inter            | 1 | 1          | 2                |                  |  |           |            |            |            |            |  |            |        |        |
|  | Inter (dts)      | Inter            | 1 | 1          | 2                | 2                |  |           |            |            |            |            |  |            |        |        |
|  | Inter (dts)      |                  |   |            |                  | 2                |  |           |            |            |            |            |  |            |        |        |
|  | Parma            | 1                |   |            |                  |                  |  |           |            |            |            |            |  |            |        |        |
|  | Parma            | 1                |   | Inter      | 1                |                  |  |           |            |            |            |            |  |            |        |        |
|  |                  |                  |   | Inter      | 1                |                  |  |           |            |            |            |            |  |            |        |        |
|  |                  | Atalanta         | 0 |            |                  |                  |  |           |            |            |            |            |  |            |        |        |
|  | Atalanta         | Atalanta         | 0 | 5          |                  |                  |  |           |            |            |            |            |  |            |        |        |
|  | Atalanta         |                  |   | 5          |                  |                  |  |           |            |            |            |            |  |            |        |        |
|  | Spezia           | 2                |   |            |                  |                  |  |           |            |            |            |            |  |            |        |        |

## Classifica marcatori
| Gol | Rigori |  | Giocatore          | Squadra     |
| --- | ------ |  | ------------------ | ----------- |
| 5   | 1      |  | Walid Cheddira     | Bari        |
| 3   |        |  | Lautaro Martínez   | Inter       |
| 3   |        |  | Luca Siligardi     | Feralpisalò |
| 3   |        |  | Dávid Strelec      | Spezia      |
| 3   | 1      |  | Matteo Brunori     | Palermo     |
| 3   | 1      |  | Davide Diaw        | Modena      |
| 3   | 1      |  | Albert Guðmundsson | Genoa       |
| 3   | 1      |  | Mattia Valoti      | Monza       |
| 3   | 1      |  | Daniele Verde      | Spezia      |
| 2   |        |  | Felix Afena-Gyan   | Cremonese   |
| 2   |        |  | Ademola Lookman    | Atalanta    |
| 2   |        |  | Hilmir Mikaelsson  | Venezia     |
| 2   |        |  | Nicola Mosti       | Modena      |
| 2   |        |  | David Okereke      | Cremonese   |
| 2   |        |  | Pietro Pellegri    | Torino      |
| 2   |        |  | Nehuén Pérez       | Udinese     |
| 2   |        |  | Nemanja Radonjić   | Torino      |
| 2   |        |  | Leonardo Sernicola | Cremonese   |
| 2   |        |  | Mamadou Tounkara   | Cittadella  |
| 2   | 1      |  | Nicolás González   | Fiorentina  |
| 2   | 1      |  | M'Bala Nzola       | Spezia      |